# 芳賀優里亜
芳賀 優里亜（はが ゆりあ、1987年11月27日 - ）は、日本の女優、ファッションモデル。岩手県出身で、東京都育ち。キリンプロ所属。夫は俳優の鎌苅健太。

## 来歴・人物
岩手県生まれ。兄と妹がいる。『CanCam』（小学館）専属モデルの安座間美優や、同じ事務所の秋山莉奈と仲が良い。
上野動物園に遊びに来ていたところを、スカウトされ芸能界デビュー。
2001年、『おはスタ』で日替わりアシスタント「おはガール」として出演。同年10月には同じおはガールの川田由起奈、笹岡莉紗、あびる優、内田莉紗と共に結成したユニット「おはガールグレープ」でCDデビューをした。
2003年、『仮面ライダー555』でヒロインの園田真理役を演じる。その後、『仮面ライダーキバ』で5年ぶりに仮面ライダーシリーズに出演。監督の長石多可男からは、撮影現場で「真理ちゃん」と呼ばれていたという。また、2009年放送の『仮面ライダーディケイド』にも出演した。仮面ライダーシリーズ以外でもアクション作品への出演が多い。
2010年2月1日より、ベジフルカフェ＆バー「Yuu」の運営を開始するも2012年5月に閉店している。
愛犬飼育管理士・野菜ソムリエ・食品衛生管理士の資格を所持している。
2011年、にわみきほと共に東映チャンネル「スーパーヒーローMAX」のナビゲーターとして、さとう里香の代役を務めた。
2017年4月11日、俳優の鎌苅健太との結婚を報告した。2018年7月24日、第1子となる長女を出産したことを報告。

## エピソード

### 『仮面ライダー555』関連
自身がヒロインを担当し、知名度を上げた『仮面ライダー555』に出演したきっかけは、オーディションに参加したことだと語っている。オーディション会場には20歳以上が大半であったため、15歳だった芳賀は、場違いなところに来たんじゃないかと疎外感を覚えたという。
真理という役柄については、主演の乾巧役の半田健人や、演じた芳賀自身でさえ初期は特にきつい性格と評していた。これについて芳賀は「あんまりキツくなり過ぎると、意地悪な娘になってしまうので、気を付けながら演じた」と語っている。また、真理がきつかった理由については、「まだ巧と同じようにお互い心を開いていなかったため、意地を張っていたからではないか」と推測している。

### 『赤×ピンク』
役柄上、起用する俳優が中々見つからず、作品を担当するプロデューサーの1人に口説かれて出演するに至ったが、『仮面ライダー555』のイメージを持ち続けていた業界関係者も多く、エグゼクティブプロデューサーの井上伸一郎も芳賀の起用に驚愕したという。

## 出演
太字はメインキャスト。

### 映画
- どこまでもいこう（1999年、ユーロスペース） - 木村珠代 役
- 害虫（2002年、日活） - ルミ 役
- 劇場版 仮面ライダー555 パラダイス・ロスト（2003年、東映） - ヒロイン・園田真理 役
- Voices（2005年、宮崎コミュニティシネマ推進委員会）- 主演
- ヒョンジェ（2005年、フリースタイル） - なつみ 役
- 海と夕陽と彼女の涙 ストロベリーフィールズ（2006年、ビデオプランニング） - 理沙 役
- マスター・オブ・サンダー 決戦!!封魔龍虎伝（2006年、日活） - ミカ 役
- 恋する日曜日（2006年、BS-i）- 西尾環 役
- ハンドメイドエンジェル（2010年、マジカル） - 瓜野ほのか 役
- END CALL（2010年、ティー・オーエンタテインメント） - 常盤舞 役
- 青い青い空（2010年） - 住田智子（真子の姉）役
- 婚活サポーターガールズ！（2011年）
- 心霊病棟 ささやく死体（2011年9月17日、アムモ98） - 美山可奈 役
- 赤×ピンク（2014年2月22日、KADOKAWA）- 主演・皐月 役
- 虎影（2015年6月20日、ファントム・フィルム）- 主演・月影 役
- 全員、片想い（2016年7月2日、エクセレントフィルムズ） - 由衣 役
- おみおくり（2018年3月24日公開） - 三村静 役

### テレビドラマ
2000年代
- 続・平成夫婦茶碗（2002年、日本テレビ）- 澤田かな 役
- ドレミソラ（2002年、MBS）- 柴田瑞穂 役
- 冤罪シリーズ3（2002年） - 金丸香織
- 仮面ライダーシリーズ（テレビ朝日）
  - 仮面ライダー555（2003年）- ヒロイン・園田真理 役
  - 仮面ライダーキバ（2008年）- 鈴木深央 役
  - 仮面ライダーディケイド（2009年）- ユウキ 役

- こころ（2003年、NHK）- ミホ 役
- 新・いのちの現場から（2004年、MBS）- 三枝麗花 役
- Sh15uya（2005年、テレビ朝日）- アサギ 役
- 恋する日曜日 セカンドシリーズ「君が僕を知ってる」（2005年、BS-i）- 西尾環 役
- 快感職人（2006年、テレビ朝日）- 戸部聖美 役
- 新・桃太郎侍 第4話（2006年、テレビ朝日）- 玖美 役
- 美しい罠（2006年、フジテレビ）- 柳原沙織 役
- 水戸黄門（TBS / C.A.L）
  - 第33部 第12話「京娘が秘めた謎!・萩」（2004年7月5日）- 小夜 役
  - 第36部 第10話「夫婦の絆は河内節・天橋立」（2006年10月9日） - おその 役
  - 第40部 第11話「悪を一喝 世話焼き美人」（2009年10月19日）- おくみ 役

- 新米事件記者・三咲2・耐震偽装サギ殺人事件（2006年、テレビ東京） -七海 役
- 遠山の金さん（2007年、テレビ朝日）- おいと 役
- 恋愛診断 第2章「サヨナラのメロディ」（2007年、テレビ東京）- ヒロイン・葉月佑菜 役
- 警視庁捜査ファイル さくら署の女たち 第2話（2007年、テレビ朝日）- 渡辺理佐 役
- 山村美紗十三回忌追悼 新・祇園芸妓シリーズ3・京都花嫁衣装殺人事件 - 九条茜 役

2010年代
- ［シバトラ］〜さらば、童顔刑事スペシャル〜（2010年、フジテレビ）
- Answer〜警視庁検証捜査官 第5話（2012年、テレビ朝日）- 棚橋まゆみ 役
- カラマーゾフの兄弟（2013年、フジテレビ）- 吉岡久留美 役
- ノーコン・キッド 〜ぼくらのゲーム史〜 第3話（2013年、テレビ東京）- 高野京子 役
- トクボウ 警察庁特殊防犯課 第8話（2014年、読売テレビ）- 篠崎里奈 役
- 匿名探偵 第2期第4話（2014年、テレビ朝日）- 里美麗 役
- 絶狼〈ZERO〉-DRAGON BLOOD-（2017年、テレビ東京）- カゴメ、花罪 役

### バラエティ
- おはスタ（2001年、テレビ東京）
- 今夜もドル箱!!（2010年7月6日、テレビ東京）
- 仮面ライダー クリスマススペシャル（2010年12月25日、東映チャンネル）
- 秋山莉奈&芳賀優里亜のJヴァカンス（2011年4月 - 8月）
- 牙狼〈GARO〉金狼感謝祭2016生放送 (2016年11月23日、ファミリー劇場HD)

### オリジナルビデオ
- 仮面ライダー555 ハイパーバトルビデオ（2003年）- 園田真理 役
- ゾンビ屋れい子（2004年）- 水野こずえ 役
- イケメン新選組（2004年、東映太秦映画村）- おいと 役
- クライムハンター 蘇える銃弾（2008年、東映ビデオ）- 主演 ※「クライムハンター」コンプリートDVD映像特典として作られたオリジナル新作。
- 仮面ライダー555 20th パラダイス・リゲインド（2024年、東映ビデオ） - 園田真理[12] / ワイルドキャットオルフェノク[13] 役

### CM
- 三井ホーム（1998年）
- メニコン（2001年）
- ミニストップ（2005年）
- よみうりランド（2005年）
- ほっかほっか亭（2006年）
- コカ・コーラ（2007年）

### PV
- 12012『逢いたいから....』（2008年10月29日）

### ネットムービー
- 仮面ライダーゲンムズ スマートブレインと1000%のクライシス（2022年4月17日、東映特撮ファンクラブ） - スマートクイーン 役
- 仮面ライダーアウトサイダーズ（2022年10月16日、東映特撮ファンクラブ） - 園田真理 / スマートクイーン / 仮面ライダーデルタ 役[14]
- 仮面ライダー555殺人事件（2024年1月28日 - 、東映特撮ファンクラブ） - 園田真理 役

### 舞台
2000年代
- あの晩、星が教えてくれた（2004年）- 青山桜 役
- ソラリスの謎（2005年）- 一ノ原拓夢 役
- キネマの天地（2005年）- 滝沢菊江 役
- アルジャーノンに花束を（2006年）- アリス・キニアン 役
- 人生最良みたいな～!日? ～葬儀と結婚式が同じ日に?!～（劇団たいしゅう小説家、2007年）- 安堂春菜 役
- さよならの終わりに、あの風を灼こう（2007年）- さとる 役
- DOG’S（2009年）- メンフィス 役
- ドラゴンファンタジー（2009年）- フェンディ 役
- 櫻の園（2009年）- 杉山紀子 役
- 4の話（2009年）- リカ 役

2010年代
- 星屑たちのfootage（2010年、高田馬場ラビネスト）
- くちづけ（東京セレソンデラックス、2010年）- 国村はるか 役
- イエロー（30-DELUX、2012年）
- 超青春合唱コメディSING!（2013年、東京芸術劇場、世界館）
- おれの舞台（劇団たいしゅう小説家、2013年、豊島区立舞台芸術交流センター）
- 熱海殺人事件－売春捜査官－（2014年、MS2）
- 早春のニューヨーク（2015年、東京シネマアカデミー）- 舞 役
- 雲のバッキャロー！！（2015年、Ask）
- ハローグッバイ＆グッバイ（2015年、ピース）
- 虹のバッキャロー！！（2015年、Ask）

2020年代
- 舞台「フルーツバスケット」（2022年、日本橋三井ホール） - 本田今日子 役
  - 舞台「フルーツバスケット The Final」（2024年、ヒューリックホール東京）- 映像出演

- 舞台「青少年アシベ」（2022年7月13日 - 17日、大手町三井ホール） - スガオの母 役

### 吹き替え
- KAMEN RIDER DRAGON KNIGHT（2009年、東映チャンネル） - マヤ・ヤング / 仮面ライダーセイレーン 役

### 玩具
- COMPLETE SELECTION MODIFICATION KAIXADRIVER（2018年3月） - 園田真理 役
- 仮面ライダー555 CSMファイズドライバーver2（2023年12月）
- CSMカイザフォンXX（2024年9月13日）※『【blu-ray】仮面ライダー555 20th パラダイス・リゲインド 完全版』付属
- 仮面ライダー555 CSMファイズドライバーNEXT（2024年10月28日）

## 作品

### 配信シングル
| 配信開始日 | 楽曲   | 備考                                |
| ---------- | ------ | ----------------------------------- |
| 2014年     | イチル | 映画『赤×ピンク』主題歌、作詞も担当 |

### DVD
- 坂道で歌う少女（2001年）
- Lovely Face 芳賀優里亜 side You～Cross Over～
- HATSUKOI<初恋>
- THE LAST（2008年）

### CD
- そらいろのきりん（芳賀優里亜・俵有希子・俵小百合・松本由美子・野口佳穂）

『たった一度の誕生日』（2001年8月22日発売）
- おはガールグレープ（川田由起奈・笹岡莉紗・あびる優・芳賀優里亜・内田莉紗）

『君の前でピアノを弾こう』（2001年10月31日発売）
- スパイキッズ（芳賀優里亜・松本由美子・秋山莉奈・尾崎裕美）

『スパイキッズ』（2001年11月21日発売）映画「スパイキッズ」の日本イメージキャラクターユニット
- 『仮面ライダー555ブックCD』　長田結花（加藤美佳）とのデュエット曲「太陽の影 月の夜」収録（2003年6月18日発売）
- 『仮面ライダー555 フォトブック CD 2 園田真理』（2003年12月10日発売）

### 写真集
- 坂道で歌う少女（2001年7月、辰巳出版、撮影：河野英喜）ISBN 978-4886416315
- おはガールグレープ（ワンダーライフスペシャル）（2001年10月、小学館、撮影：河野英喜）…共演：川田由起奈、笹岡莉紗、あびる優、内田莉紗
- YUU*REAL（2009年4月4日、辰巳出版、撮影：HIROKAZU）ISBN 978-4777806522

2007年3月に写真集の発売が予定されていたが、中止となった。出版社の諸事情による（取扱いサイトによる）。
- 赤×ピンク 芳賀優里亜写真集（2014年2月22日、角川書店）

### 雑誌
- Hana*chu→（主婦の友社）
- ラブベリー（徳間書店）
- CANDy（白泉社）
- セブンティーン（集英社）
- Ray（主婦の友社）

### デジタル写真集
- 最高のヒロイン（2022年10月3日、集英社、週プレ PHOTO BOOK）[17]